# Junqueras de Carpetonia
Junqueras de Carpetonia es una novela de Manuel Andújar (1913-1994), escrita en Barcelona en el verano de 1967 y no editada hasta octubre de 2021. La compuso íntegramente en España tras regresar de un exilio de casi treinta años en México. El autor manifestó que «fue producto inicial del contacto, de retorno, con el ambiente» y que la novela estaba referida a «equis herencia comunera, despoblación agraria y turismo artificial».

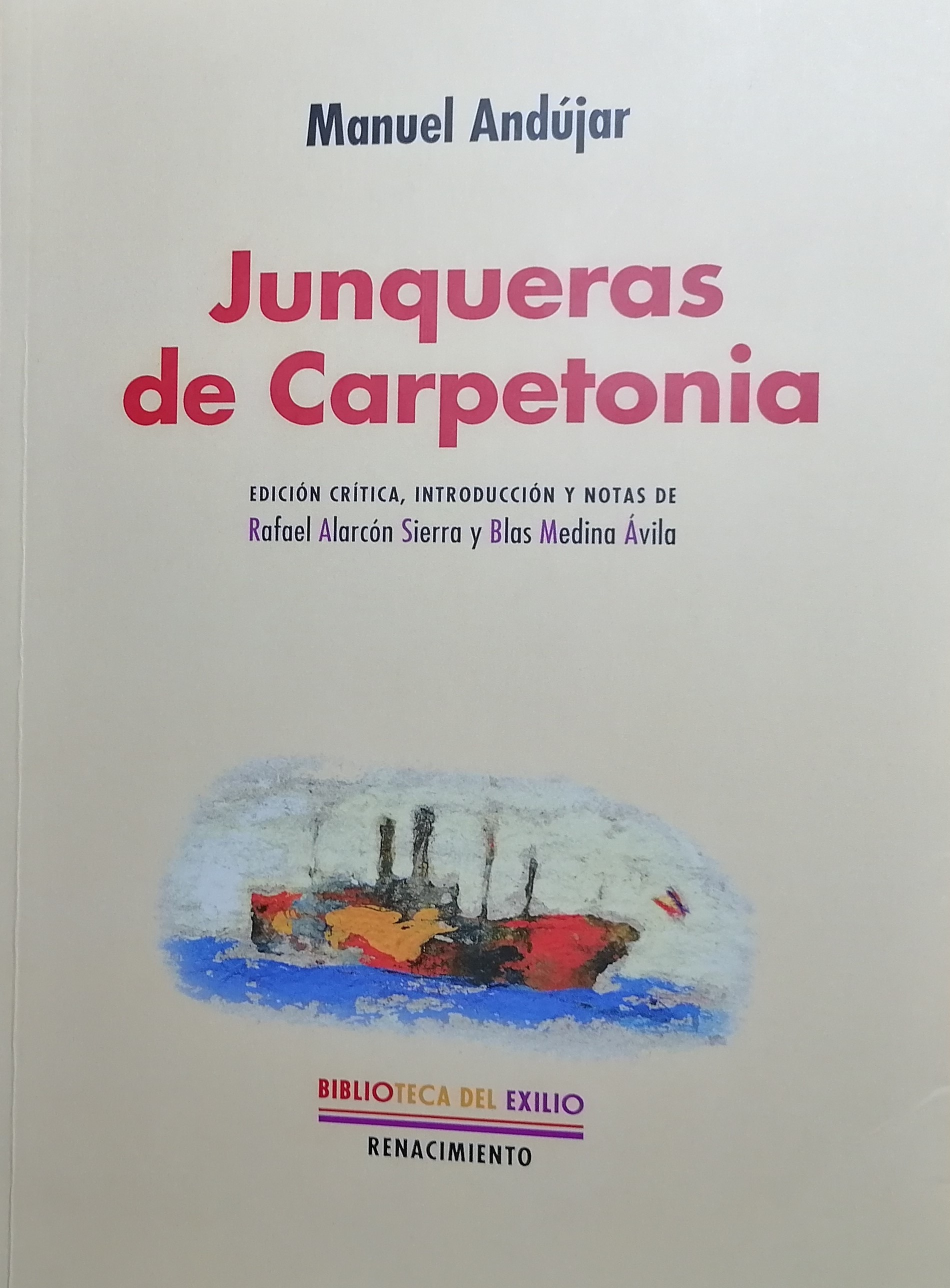
Portada de la edición primera. Editorial Renacimiento, Sevilla, 2021. Edición crítica, introducción y notas de Rafael Alarcón Sierra y de Blas Medina Ávila

## Argumento
El relato desenvuelve su historia en tres tiempos, el siglo XVI (capítulos III y IX), los años veinte o cuarenta del siglo XX (capítulos VI, VII, VIII, X y XI) y el final de los años cincuenta y principios de los sesenta de ese mismo siglo XX (los restantes capítulos).
Un comunero, Marcos, salva milagrosamente la vida en la batalla de Villalar y se promete, si hace fortuna (para lo cual pasa a Indias), mandar tallar una imagen de la Virgen del Milagro y proveer los recursos necesarios para que las generaciones sucesivas la veneren en la capilla que se le destine en la iglesia de su pueblo (Junqueras).
Andando los siglos, aquella promesa se convierte en realidad. Un descendiente de Marcos, Rubén Junquero, mexicano ya, conoce en tierra mexicana al imaginero David Gubia, un español que deambula por allí en crisis personal y artística, y le encomienda realizar la talla de la Virgen del Milagro. David Gubia considera providencial el encargo y se propone crear la obra definitiva, aquella que lo redimirá y que le proporcionará reconocimiento y fama.
El parecido de la talla (conseguido subrepticiamente) con una mujer casada y embarazada de la localidad ―que a juicio del escultor representa la expresión sublimada de la belleza virginal, en trance de maternidad― suscita las suspicacias y la violenta reacción de los lugareños ante lo que consideran un ultraje y un sacrilegio. El escultor es linchado y desaparece, sin que de él vuelva a saberse, la capilla es clausurada y la imagen de la Virgen del Milagro, en su interior, sustraída a la mirada de todos.
Llegan los aires de apertura del régimen político franquista y las riquezas culturales y naturales deben servir para atraer inversores y turistas. Es entonces cuando en Junqueras, por mor de la prensa extranjera, se abre la capilla de la iglesia, se desempolva la imagen de la Virgen del Milagro, considerada ya por los estudiosos talla artística de primera magnitud, y el caserío de Junqueras y sus gentes se ven convertidos en un parque de atracciones.
En suma, Manuel Andújar lamenta el devenir histórico de España, siempre frustrado por diversas suertes de aristocracias y corrupciones especulativas. La obra quizá pueda adscribirse al realismo simbólico con que saludara su novelística Rafael Conte allá por el año de 1970 (en el prólogo a la primera edición de Vísperas en España, en la editorial Andorra), pues parecen aplicables sus palabras a esta: un intento de explicación moral, apoyado en una exploración de la realidad española, y, en ocasiones, en la recreación del testimonio, vivido.

## Personajes
Son muchos los personajes que pululan por la novela, pero, ceñidos a los principales, cabe referirse a Marcos de Junqueras, que es el origen de todo. Labriego, y por tanto del pueblo, apoya la causa comunera. Es derrotado, sale milagrosamente vivo y escapa a las represalias. Marcos es al tiempo el marco y el ambiente que muestra el devenir de la patria. Apoya la causa revolucionaria comunera y, luego de su fortuna, está en el origen del decurso aristocrático peninsular como muestra su legado en acción de gracias.
David Gubia es el imaginero, el español que en México no encuentra su sitio, artista altanero, estrafalario, extravagante y, sin embargo, pendiente ya solo de que un milagro le permita volver a usar la gubia y componer la obra definitiva.
Benigna es mansedumbre, es la beata practicante de una religiosidad consuetudinaria y sin aspavientos, enemiga de transportes místicos y, no obstante, supersticiosa.
Milagros es el milagro a su pesar. No conoce lo inspiradora que llega a resultar su belleza y estado a la mirada furtiva de David Gubia.
Ventura es el alcalde de Junqueras y jefe local del Movimiento. Su mérito, haber participado en la guerra civil del 36 y quedar vencedor. Controla todo y a todos de la mano de su esbirro el tío Severo. Como representante del poder es seducido por el especulador de turno y participa de sus beneficios.
Serafina es el personaje antagonista de Ventura. Es quien resiste los apetitos sexuales de este, aunque acaba sucumbiendo a la especulación inmobiliaria. Termina vendiendo sus pertenencias e integrando el río migratorio (en este caso a Barcelona; no a Alemania adonde había marchado años antes su ausente marido).
Don Salustiano es el exiliado interior, respetado por unos y despreciado por otros. Está à la page de las noticias del mundo; es la nota culta en un páramo intelectual, pero es un barco consciente de su varamiento y solo ya defensor de la dignidad que cree tener por único patrimonio (su rechazo a asistir a la ceremonia de inauguración de la Gran Avenida de Junqueras, invitado por el alcalde, constituye un gesto que niega al régimen la desaparición total de los otros).
Don Laureano es el arrojado especulador que olfatea su prosperidad material surgida del erial que tiene delante y que es capaz de poner en marcha personas y medios en pro de ello, so capa de interés general.
Pedro (o Peter) Torrents es el reportero cuya pluma y medio informativo son capaces de poner en el mapa el lugar de Junqueras y atraer a él gentes dispuestas a la propaganda y a la fiesta (su reconocimiento político llegó tras su muerte accidental en forma de nombre a la Gran Avenida de Junqueras). 
Finalmente, Basilio Lahuerta es uno de los representantes de los espíritus perdedores, que busca entre lo onírico y lo real la esencia española.

## Estructura y técnicas narrativas
La novela se compone de una breve introducción, dedicada a presentar el lugar de la acción, y veintiocho capítulos, de extensión variable, en donde se desenvuelve la trama.
Internamente, somete el argumento y la temática a una división tripartita, que no presenta cronológicamente, sino a saltos, mediante anticipaciones (prolepsis) y recuperaciones (analepsis). Procedimiento este, el de los desajustes temporales, característico de la novela experimental desarrollada en la segunda mitad del siglo XX.
El perspectivismo narrativo se expresa a través de las voces de los personajes (monólogos, diálogos y pensamientos), de la voz de un narrador omnisciente y extradiegético y de la voz del autor, implícita en los comentarios vertidos al exterior, ya para expresar emociones o para buscar la complicidad del lector.
El discurso narrativo es muy variado (relatado, indirecto, indirecto libre, directo y directo libre).
Los abundantes personajes son apenas un trazo; en cambio, los que protagonizan las distintas etapas del relato sí están bien caracterizados por el narrador y por sus propias acciones y omisiones, pensamientos y particular modo de expresión lingüística en monólogos y diálogos.

## Estilo
La novela muestra la habitual riqueza expresiva de Manuel Andújar: prosa culta, rítmica, lírica por momentos, por momentos también de sintaxis compleja, oraciones amplias con incisos y subordinaciones que no afectan a la inteligencia de la narración y resaltan su abundancia expresiva y magistral, con sabor arcaizante en los capítulos relativos al siglo XVI, juega con su característica paronomasia y la metáfora es diáfana, proliferan los refranes, dichos y frases hechas, los cultismos y neologismos, los localismos (mexicanismos y andalucismos), los coloquialismos, lo vulgar, cuando la ocasión lo requiere, e incluso el rico lenguaje rural.

## Recepción crítica
La novela, en su corta andadura, no ha recibido sino elogios. Fue W. Sherzer quien primero propuso, antes de su edición y conocimiento público, la inserción de Junqueras de Carpetonia en el ciclo Lares y Penares, continuadora de la trilogía Vísperas, aunque esperaba y deseaba el pronunciamiento de otros. Santos Sanz Villanueva, estudioso de la literatura contemporánea en general y de la producción de Andújar en particular, titula significativamente su reseña «los lares y penares de Manuel Andújar al completo». Longhurst la saluda como una obra maestra de los sesenta, perteneciente a la ola de ficción experimental que siguió a la publicación de Tiempo de silencio de Luis Martín Santos en 1961. Por su parte, Balcells Doménech ha resaltado, en su reseña, la notable voluntad andujarina de enfatizar su estilo «en el que sobresale en algunas oportunidades una plasmación neobarroca».